# Szu–12
A Szu–12 a Szovjetunióban a második világháborút követő években Pavel Szuhoj vezetésével kifejlesztett tüzérségi felderítő és tűzhelyesbítő repülőgép. Sorozatban nem gyártották, csak egy prototípust építettek meg.

## Műszakiadatok

### Geometriai méretek és tömegadatok
- Fesztáv: 21,57 m
- Hossz: 11,92 m
- Magasság: 5,54 m
- Szárnyfelület: 52 m²
- Üres tömeg: 6970 kg
- Felszálló tömeg: 8839 kg

### Motorok
- Motorok száma: 2 db
- Típusa: Svecov AS–82FN 14 hengeres léghűtéses, benzinüzemű csillagmotor
- Felszálló teljesítmény: 1380 kW (1850 LE)

### Teljesítményadatok
- Legnagyobb sebesség: 530 km/h (5600 m-en)
- Hatótávolság: 1140 km
- Szolgálati csúcsmagasság: 11 000 m
- Felszállási úthossz: 230 m
- Kigurulási úthossz: 320 m

## Hasonló repülőgépek
- Focke-Wulf FW 189